# Johanneskirche (Stuttgart-Zuffenhausen)

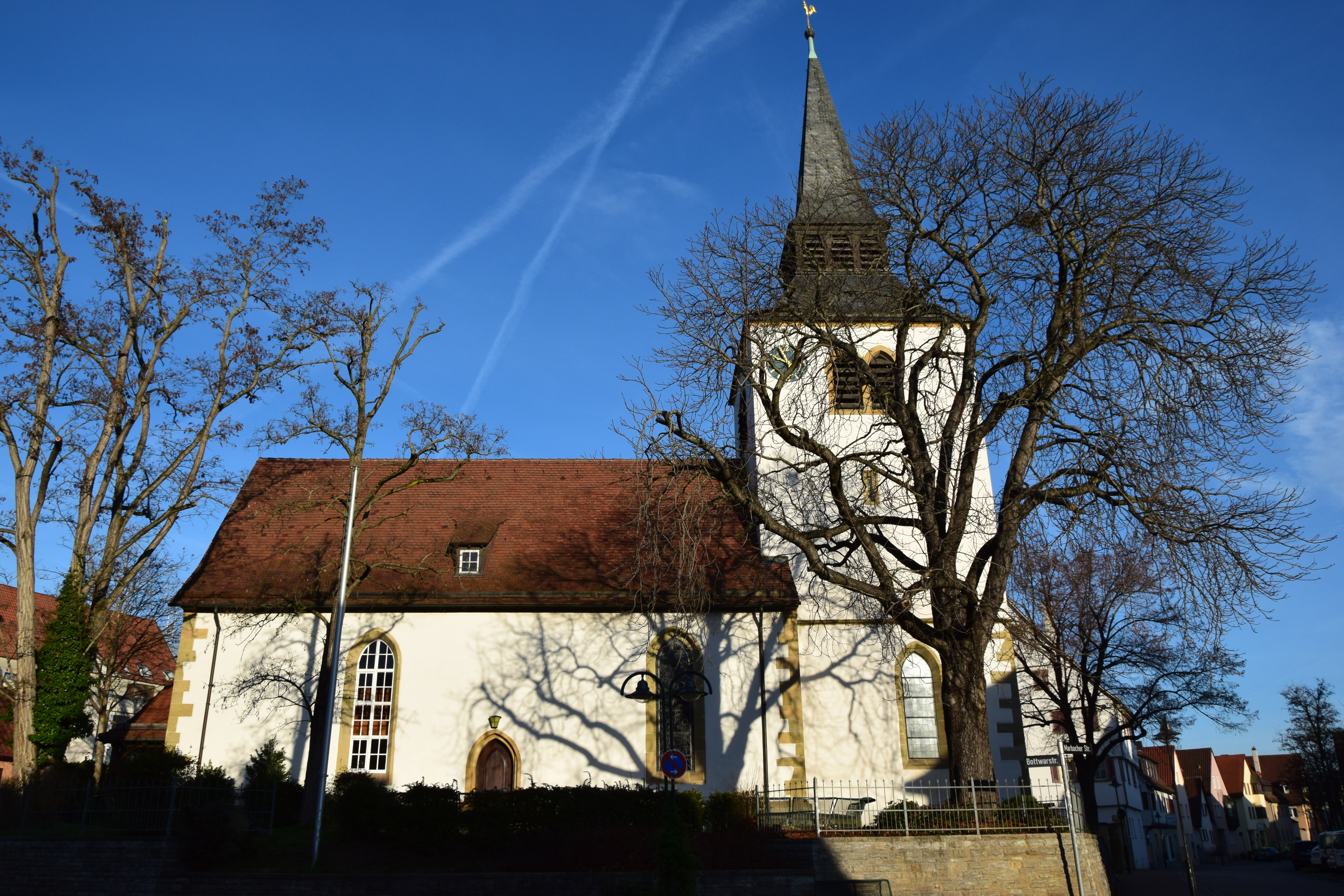
Johanneskirche in Zuffenhausen

Die Johanneskirche ist eine evangelische Kirche in Zuffenhausen, einem Stadtbezirk von Stuttgart. Das Bauwerk ist beim Landesamt für Denkmalpflege Baden-Württemberg als Baudenkmal eingetragen. Die Kirchengemeinde gehört zum Kirchenkreis Stuttgart der Evangelischen Landeskirche in Württemberg.

## Beschreibung
Der Vorgängerbau ist eine 1275 urkundlich bezeugte frühgotische Wehrkirche, die nach der Beschädigung im Dreißigjährigen Krieg zur Saalkirche aus einem Langhaus und einem Chorturm im Osten umgestaltet wurde. Die Saalkirche brannte im Zweiten Weltkrieg aus und wurde von 1951 bis 1956 wieder aufgebaut. Das oberste Geschoss des Chorturms beherbergt die Turmuhr und hinter den als Biforien gestalteten Klangarkaden den Glockenstuhl mit vier Kirchenglocken. 
Der Innenraum des Chors, also das Erdgeschoss des Chorturms, ist mit einem Kreuzrippengewölbe überspannt. Ein Fenster wurde von der Künstlerin Gudrun Müsse gestaltet. Die Orgel mit 15 Registern auf zwei Manualen und Pedal wurde 1976 von Peter Plum gebaut.
Die mittelalterliche Kirche hieß Hippolytus-Kirche. 1901 wurde die Kirche nach dem Jünger Johannes benannt.